# Карлос Сайнс (молодший)
Ка́рлос Сайнс Ва́скес де Ка́стро (ісп. Carlos Sainz Vázquez de Castro), також відомий як Ка́рлос Сайнс-моло́дший (нар. 1 вересня 1994, Мадрид) — іспанський автогонщик, пілот Формули-1, син двократного чемпіона світу по ралі Карлоса Сайнса. З 2015 року виступає в Формулі-1. В 2015-2017 рр. пілот команди Toro Rosso, з Гран-прі США 2017 — пілот команди Renault. 16 серпня 2018 року було оголошено, що Карлос Сайнс переходить в команду McLaren, починаючи з сезону 2019 року.
14 травня 2020 року було оголошено, що починаючи з сезону 2021 року Карлос Сайнс переходить у команду «Феррарі». Він залишить Ferrari наприкінці 2024 року, коли до команди приєднається Льюїс Гамільтон.

## Кар'єра до Формули-1

### Картинг
Уродженець Мадрида, Сайнс почав свою кар'єру в картингу. У 2008 році він виграв титул в KF3. Також він зайняв друге місце в іспанському чемпіонаті. У 2009 році Сайнс виграв престижний картинговий кубок Монако серед юніорів і зайняв друге місце в європейському чемпіонаті KF3.

### Формула-БМВ (2010)
Карлос Сайнс брав участь у Європейській і Тихоокеанській Формулі-БМВ у 2010 році за команду EuroInternational. Його напарником був російський автогонщик Данило Квят, надалі — напарник Сайнса по багатьох інших гоночних серіях. Також Сайнс стає частиною програми Red Bull Junior Team.
Першу гонку в Формулі-БМВ він провів як гостьовий пілот на трасі Сепанг в Малайзії в Тихоокеанській серії Формули-БМВ. Оскільки він був гостьовим пілотом, він не міг отримувати очки, проте сезон для Сайнса склався дуже успішно: друге місце в дебютній гонці, три перемоги надалі (дві на Сепанзі, ще одна в фіналі в Макао). Завдяки першій з перемог в серії Сайнс отримав місце в Red Bull Junior Team. Хельмут Марко аплодував Сайнсу і гарному початку його гоночної кар'єри.
В сезоні 2010 європейської Формули-БМВ Карлос Сайнс виграв другу з гонок в Сільверстоуні, потрапив ще чотири рази на подіум і закінчив сезон на 4 місці з 227 очками.

### Формула-Рено 2.0 (2010—2011)
В 2010 році Карлос Сайнс був гостьовим пілотом Єврокубка Формули-Рено 2.0. Також Сайнс брав участь в етапі зимового кубку британської Формули-Рено на трасі Снеттертон, зайняв 6 місце в першій гонці і не приїхавши до фінішу у другій.
В 2011 році в складі Koiranen Motorsport Сайнс став віце-чемпіоном Єврокубку Формули-Рено 2.0, а також виграв Formula Renault 2.0 Northern European Cup, приїхавши на подіум в 17 гонках сезону із 20 (включаючи 8 перемог).

### Формула-3 (2011—2012)
Карлос Сайнс був гостьовим пілотом трьох гонок Євросерії Формули-3 2011. Під час сезону 2012 року Сайнс брав участь в Британській Формулі-3, Євросерії Формули-3 і в Чемпіонаті Європи Формули-3. В Британській Формулі-3 він здобув 5 перемог, фінішував 9 разів на подіумі, завоював 1 поул-позицію і в підсумку зайняв 6 місце. В цей же час в Євросерії він побував на подіумі 2 рази, приїхавши другим в двох із трьох гонок першого етапу сезону в Хоккенхаймі, і завоював 2 поул-позиції, зайняв 9 місце в загальному заліку. В Чемпіонаті Європи Формули-3 Сайнс, вигравши одну гонку, зайняв 5 місце в сезоні.

### GP3 (2013)
В 2013 році Сайнс виступав в GP3, де представляв команду Arden разом з Данилом Квятом. Гонщик двічі побував на подіумі — в спринтах в Валенсії і Хунгароринзі, стартував з поула в першій гонці етапу в Спа-Франкоршам. При цьому двічі за сезон Сайнс був дискваліфікований в гонці, чотири з восьми етапів не принесли йому очок. Підсумковим результатом стало 10 місце в чемпіонаті, з 66 очками, в той час як Квят став чемпіоном GP3.

### Формула-Рено 3.5 (2013—2014)
Сайнс взяв участь в Формулі-Рено 3.5 в 2013 році, представляючи команду Zeta Corse. Проте, так як він був зосереджений на виступах в GP3, Сайнс пропустив кілька етапів (в Монці, Арагоні, на Moscow Raceway і Red Bull Ring). За результатами сезону він зайняв 19 місце з 22 очками, приїхавши в очкову зону тричі.
В 2014 році він перейшов в команду DAMS. Цього разу Сайнс виступав у всіх гонках сезону. Отримавши 7 перемог, Карлос Сайнс став чемпіоном серії. Гонщик сім разів стартував з поула, 6 разів показав найкращий час кола.

## Формула-1

### Toro Rosso (2015—2017)

#### 2015
З 2015 року Сайнс виступає в Формулі-1, вибравши особистий номер 55. Його першою командою була Toro Rosso, першим напарником — Макс Ферстаппен. Карлос Сайнс набрав очки в своїй дебютній гонці Формули-1 — Гран-прі Австралії 2015 року, проте в цілому поступився своєму напарнику по підсумках сезону. Сайнс набрав 18 очок і зайняв в чемпіонаті 15 місце, в цей час як Ферстаппен був 12-м, з 49 очками. Найкращий результат в сезоні Карлос Сайнс завоював в дощовому Гран-прі США, фінішувавши 7-м; при цьому в домашньому Гран-прі Іспанії Сайнс стартував п'ятим. В Сінгапурі Макс Ферстаппен відмовився пропускати Карлоса Сайнса, всупереч наказу команди.

#### 2016
В 2016 Сайнс продовжив виступи за Toro Rosso. Починаючи з Гран-прі Іспанії, напарником Карлоса Сайнса став Данило Квят, переведений з Red Bull до Toro Rosso. Макс Ферстаппен, навпаки, відправлений «на підвищення» з Toro Rosso до Red Bull. В домашньому Гран-прі Сайнс побив свій попередній рекорд найкращого фінішу в Формулі-1, зайнявши 6 місце в гонці; при цьому Макс Ферстаппен цю гонку виграв. В цілому Сайнс набрав за сезон 2016 значно більше очок за Toro Rosso, ніж Квят, і став по підсумках сезону 12-м, з 46 очками. Шості місця Сайнс зайняв, крім домашнього Гран-прі Іспанії, ще в США і Бразилії (в останньому він пропустив Макса Ферстаппена, який прорвався в підсумку на подіум).

#### 2017
Сезон 2017 Сайнс також провів значно сильніше Квята, набравши очки в дев'яти гонках за Toro Rosso. При цьому між напарниками стався конфлікт: після кваліфікації Гран-прі Канади Сайнс звинуватив Квята в нечесному суперництві, в Гран-прі Великої Британії між пілотами сталося зіткнення. Крім цього, Карлос Сайнс заявив про те, що не залишиться на четвертий сезон в Toro Rosso, якщо не перейде в Red Bull, що викликало критику в його відношенні з боку керівників Red Bull.
В середині вересня 2017 було оголошено про перехід Сайнса в Renault замість Джоліона Палмера. В першій же гонці після цього — Гран-прі Сінгапуру — Сайнс показав свій найкращий результат в Гран-прі, зайнявши 4 місце.

### Renault (2017—2018)
Починаючи з Гран-прі США 2017 року, Карлос Сайнс виступає в Формулі-1 за Renault. Його напарником є Ніко Гюлькенберг. В дебютному Гран-прі в Renault Карлос Сайнс зайняв 7 місце, але більше очок в гонках, які залишилися в сезоні, не набирав. Проте більша кількість фінішів в першій десятці за Toro Rosso дозволило Сайнсу зайняти 9 місце в чемпіонаті і набрати 54 очки (включаючи очки, набрані в США).
Карлос Сайнс продовжує виступи за Renault в сезоні 2018. Набравши очки в 13-х гонках(в 19 він фінішував), це йому дозволило зайняти 10 місце з 53 очками.

## Повна таблиця результатів

### Гоночна кар'єра
| Сезон | Серія                                      | Команда                         | Гонки | Перемоги | Поули | Н/к | Подіуми | Очки  | Місце |
| ----- | ------------------------------------------ | ------------------------------- | ----- | -------- | ----- | --- | ------- | ----- | ----- |
| 2010  | Європейська Формула-БМВ                    | EuroInternational               | 16    | 1        | 2     | 2   | 5       | 227   | 4     |
| 2010  | Тихоокеанська Формула-БМВ                  | EuroInternational               | 9     | 2        | 3     | 2   | 5       | Н/Д   | НК†   |
| 2010  | Єврокубок Формули-Рено 2.0                 | Epsilon Euskadi                 | 4     | 0        | 0     | 0   | 1       | Н/Д   | НК†   |
| 2010  | Єврокубок Формули-Рено 2.0                 | Tech 1 Racing                   | 4     | 0        | 0     | 0   | 1       | Н/Д   | НК†   |
| 2010  | Відкритий чемпіонат Європейської Формули-3 | De Villota Motorsport           | 4     | 0        | 0     | 0   | 1       | Н/Д   | НК†   |
| 2010  | Британська Формула-Рено                    | Koiranen Bros. Motorsport       | 2     | 0        | 0     | 0   | 0       | 18    | 18    |
| 2011  | Єврокубок Формули-Рено 2.0                 | Koiranen Motorsport             | 14    | 2        | 4     | 5   | 10      | 200   | 2     |
| 2011  | Північноєвропейський кубок Формули-Рено    | Koiranen Motorsport             | 20    | 8        | 10    | 12  | 17      | 489   | 1     |
| 2011  | Євросерія Формули-3                        | Signature                       | 3     | 0        | 0     | 0   | 0       | Н/Д   | НК†   |
| 2011  | Гран-прі Макао                             | Signature                       | 3     | 0        | 0     | 0   | 0       | Н/Д   | 17    |
| 2012  | Британська Формула-3                       | Carlin                          | 26    | 5        | 1     | 2   | 9       | 224   | 6     |
| 2012  | Євросерія Формули-3                        | Carlin                          | 24    | 0        | 2     | 0   | 2       | 112   | 9     |
| 2012  | Чемпіонат Європи Формули-3                 | Carlin                          | 20    | 1        | 2     | 1   | 5       | 161   | 5     |
| 2012  | Формула-3 Мастерс                          | Carlin                          | 1     | 0        | 0     | 0   | 0       | Н/Д   | 4     |
| 2012  | Гран-прі Макао                             | Carlin                          | 3     | 0        | 0     | 0   | 0       | Н/Д   | 7     |
| 2013  | GP3                                        | MW Arden                        | 16    | 0        | 1     | 2   | 2       | 66    | 10    |
| 2013  | Світова серія Рено                         | Zeta Corse                      | 9     | 0        | 0     | 1   | 0       | 22    | 19    |
| 2014  | Світова серія Рено                         | DAMS                            | 17    | 7        | 7     | 6   | 7       | 227   | 1     |
| 2015  | Формула-1                                  | Scuderia Toro Rosso             | 19    | 0        | 0     | 0   | 0       | 18    | 15    |
| 2016  | Формула-1                                  | Scuderia Toro Rosso             | 21    | 0        | 0     | 0   | 0       | 46    | 12    |
| 2017  | Формула-1                                  | Scuderia Toro Rosso             | 16    | 0        | 0     | 0   | 0       | 54    | 9     |
| 2017  | Формула-1                                  | Renault Sport F1 Team           | 4     | 0        | 0     | 0   | 0       | 54    | 9     |
| 2018  | Формула-1                                  | Renault Sport F1 Team           | 13    | 0        | 0     | 0   | 0       | 53    | 10    |
| 2019  | Формула-1                                  | McLaren F1 Team                 | 21    | 0        | 0     | 0   | 1       | 96    | 6     |
| 2020  | Формула-1                                  | McLaren F1 Team                 | 17    | 0        | 0     | 1   | 1       | 105   | 6     |
| 2021  | Формула-1                                  | Scuderia Ferrari Mission Winnow | 22    | 0        | 0     | 0   | 4       | 164.5 | 5     |
| 2022  | Формула-1                                  | Scuderia Ferrari                | 22    | 1        | 3     | 2   | 9       | 246   | 5     |
| 2023  | Формула-1                                  | Scuderia Ferrari                | 22    | 1        | 2     | 0   | 3       | 200   | 7     |
| 2024  | Формула-1                                  | Scuderia Ferrari                | 24    | 2        | 1     | 1   | 9       | 290   | 5     |
| 2025  | Формула-1                                  | Atlassian Williams Racing       | 2     | 0        | 0     | 0   | 0       | 1*    | 14*   |

*Сезон триває.
†Сайнс був гостьовим пілотом і не міг отримувати очки.

### Результати виступів в Євросерії Формули-3
(Гонки, які виділені жирним шрифтом, означають старт з поул-позиції; гонки, які виділені курсивом, означають найшвидше коло)
| Рік  | Команда   | Двигун     | 1       | 2       | 3       | 4       | 5       | 6       | 7         | 8       | 9       | 10         | 11        | 12       | 13      | 14       | 15       | 16       | 17      | 18      | 19         | 20       | 21      | 22         | 23       | 24       | 25         | 26         | 27      | Місце | Очки |
| ---- | --------- | ---------- | ------- | ------- | ------- | ------- | ------- | ------- | --------- | ------- | ------- | ---------- | --------- | -------- | ------- | -------- | -------- | -------- | ------- | ------- | ---------- | -------- | ------- | ---------- | -------- | -------- | ---------- | ---------- | ------- | ----- | ---- |
| 2011 | Signature | Volkswagen | LEC 1   | LEC 2   | LEC 3   | HOC 1   | HOC 2   | HOC 3   | ZAN 1     | ZAN 2   | ZAN 3   | RBR 1      | RBR 2     | RBR 3    | NOR 1   | NOR 2    | NOR 3    | NÜR 1    | NÜR 2   | NÜR 3   | SIL 1      | SIL 2    | SIL 3   | VAL 1      | VAL 2    | VAL 3    | HOC 1 Схід | HOC 2 Схід | HOC 3 5 | НК†   | 0    |
| 2012 | Carlin    | Volkswagen | HOC 1 2 | HOC 2 5 | HOC 3 2 | BRH 1 4 | BRH 2 6 | BRH 3 4 | RBR 1 16† | RBR 2 7 | RBR 3 5 | NOR 1 Схід | NOR 2 25† | NOR 3 19 | NÜR 1 7 | NÜR 2 15 | NÜR 3 10 | ZAN 1 11 | ZAN 2 9 | ZAN 3 5 | VAL 1 Схід | VAL 2 10 | VAL 3 6 | HOC 1 Схід | HOC 2 13 | HOC 3 11 |            |            |         | 9     | 112  |

†Сайнс був гостьовим пілотом і не міг отримувати очки.

### Результати виступів в GP3
(Гонки, які виділені жирним шрифтом, означають старт з поул-позиції; гонки, які виділені курсивом, означають найшвидше коло)
| Рік  | Команда  | 1          | 2           | 3         | 4         | 5          | 6          | 7         | 8         | 9         | 10        | 11           | 12         | 13        | 14        | 15          | 16         | Місце | Очки |
| ---- | -------- | ---------- | ----------- | --------- | --------- | ---------- | ---------- | --------- | --------- | --------- | --------- | ------------ | ---------- | --------- | --------- | ----------- | ---------- | ----- | ---- |
| 2013 | MW Arden | ІСП FEA 15 | ІСП SPR ДСК | ВАЛ FEA 5 | ВАЛ SPR 3 | ВЕЛ FEA 13 | ВЕЛ SPR 13 | НІМ FEA 6 | НІМ SPR 5 | УГО FEA 5 | УГО SPR 2 | БЕЛ FEA Схід | БЕЛ SPR 13 | ІТА FEA 9 | ІТА SPR 9 | АБУ FEA ДСК | АБУ SPR 18 | 10    | 66   |

### Результати виступів в Світовій серії Рено
(Гонки, які виділені жирним шрифтом, означають старт з поул-позиції; гонки, які виділені курсивом, означають найшвидше коло)
| Рік  | Команда    | 1        | 2       | 3     | 4       | 5       | 6          | 7         | 8        | 9       | 10    | 11         | 12      | 13       | 14        | 15         | 16         | 17       | Місце | Очки |
| ---- | ---------- | -------- | ------- | ----- | ------- | ------- | ---------- | --------- | -------- | ------- | ----- | ---------- | ------- | -------- | --------- | ---------- | ---------- | -------- | ----- | ---- |
| 2013 | Zeta Corse | MNZ 1    | MNZ 2   | ALC 1 | ALC 2   | MON 1 6 | SPA 1 Схід | SPA 2 18† | MSC 1    | MSC 2   | RBR 1 | RBR 2      | HUN 1 7 | HUN 2 22 | LEC 1 16† | LEC 2 Схід | CAT 1 Схід | CAT 2 6  | 19    | 22   |
| 2014 | DAMS       | MNZ 1 18 | MNZ 2 1 | ALC 1 | ALC 2 4 | MON 1 4 | SPA 1      | SPA 2 1   | MSC 1 14 | MSC 2 6 | NÜR 1 | NÜR 2 Схід | HUN 1 4 | HUN 2 6  | LEC 1     | LEC 2 1    | JER 1 15   | JER 2 11 | 1     | 227  |

† Не фінішував, але класифікований, оскільки подолав більше 90 % дистанції.

### Результати виступів в Формулі-1
| Рік      | Команда                         | Шасі             | Двигун                          | 1        | 2        | 3        | 4         | 5     | 6      | 7        | 8        | 9        | 10       | 11        | 12        | 13       | 14       | 15       | 16       | 17      | 18       | 19       | 20       | 21        | 22      | 23     | 24    | Місце | Очки  |
| -------- | ------------------------------- | ---------------- | ------------------------------- | -------- | -------- | -------- | --------- | ----- | ------ | -------- | -------- | -------- | -------- | --------- | --------- | -------- | -------- | -------- | -------- | ------- | -------- | -------- | -------- | --------- | ------- | ------ | ----- | ----- | ----- |
| 2015     | Scuderia Toro Rosso             | Toro Rosso STR10 | Renault Energy F1-2015 1.6 V6 t | АВС 9    | МАЛ 8    | КИТ 13   | БАХ Схід  | ІСП 9 | МОН 10 | КАН 12   | АВТ Схід | ВЕЛ Схід | УГО Схід | БЕЛ Схід  | ІТА 11    | СІН 9    | ЯПО 10   | РОС Схід | США 7    | МЕК 13  | БРА Схід | АБУ 11   |          |           |         |        |       | 15    | 18    |
| 2016     | Scuderia Toro Rosso             | Toro Rosso STR11 | Ferrari 060 1.6 V6 t            | АВС 9    | БАХ Схід | КИТ 9    | РОС 12    | ІСП 6 | МОН 8  | КАН 9    | ЄВР Схід | АВТ 8    | ВЕЛ 8    | УГО 8     | НІМ 14    | БЕЛ Схід | ІТА 15   | СІН 14   | МАЛ 11   | ЯПО 17  | США 6    | МЕК 16   | БРА 6    | АБУ Схід  |         |        |       | 12    | 46    |
| 2017     | Scuderia Toro Rosso             | Toro Rosso STR12 | Toro Rosso 1.6 V6 t             | АВС 8    | КИТ 7    | БАХ Схід | РОС 10    | ІСП 7 | МОН 6  | КАН Схід | АЗЕ 8    | АВТ Схід | ВЕЛ Схід | УГО 7     | БЕЛ 10    | ІТА 14   | СІН 4    | МАЛ Схід | ЯПО Схід |         |          |          |          |           |         |        |       | 9     | 54    |
| 2017     | Renault Sport F1 Team           | Renault R.S.17   | Renault R.E.17 1.6 V6 t         |          |          |          |           |       |        |          |          |          |          |           |           |          |          |          |          | США 7   | МЕК Схід | БРА 11   | АБУ Схід |           |         |        |       | 9     | 54    |
| 2018     | Renault Sport F1 Team           | Renault R.S.18   | Renault R.E.18 1.6 V6 t         | АВС 10   | БАХ 11   | КИТ 9    | АЗЕ 5     | ІСП 7 | МОН 10 | КАН 8    | ФРА 8    | АВТ 12   | ВЕЛ Схід | НІМ 12    | УГО 9     | БЕЛ 11   | ІТА 8    | СІН 8    | РОС 17   | ЯПО 10  | США 7    | МЕК Схід | БРА 12   | АБУ 6     |         |        |       | 10    | 53    |
| 2019     | McLaren F1 Team                 | McLaren MCL34    | Renault E-Tech 19 1.6 V6 t      | АВС Схід | БАХ 19†  | КИТ 14   | АЗЕ 7     | ІСП 8 | МОН 6  | КАН 11   | ФРА 6    | АВТ 8    | ВЕЛ 6    | НІМ 5     | УГО 5     | БЕЛ Схід | ІТА Схід | СІН 12   | РОС 6    | ЯПО 5   | МЕК 13   | США 8    | БРА 3    | АБУ 10    |         |        |       | 6     | 96    |
| 2020     | McLaren F1 Team                 | McLaren MCL35    | Renault E-Tech 20 1.6 V6 t      | АВТ 5    | ШТИ 9    | УГО 9    | ВЕЛ 13    | 70 13 | ІСП 6  | БЕЛ НС   | ІТА 2    | ТОС Схід | РОС Схід | АЙФ 5     | ПОР 6     | ЕМІ 7    | ТУР 5    | БАХ 5    | САХ 4    | АБУ 6   |          |          |          |           |         |        |       | 6     | 105   |
| 2021     | Scuderia Ferrari Mission Winnow | Ferrari SF21     | Ferrari 065/6 1.6 V6 t          | БАХ 8    | ЕМІ 5    | ПОР 11   | ІСП 7     | МОН 2 | АЗЕ 8  | ФРА 11   | ШТИ 6    | АВТ 5    | ВЕЛ 6    | УГО 3     | БЕЛ 10‡   | НІД 7    | ІТА 6    | РОС 3    | ТУР 8    | США 7   | МЕХ 6    | САП 6    | КАТ 7    | САУ 8     | АБУ 3   |        |       | 5     | 164.5 |
| 2022     | Scuderia Ferrari                | Ferrari F1-75    | Ferrari 066/7 1.6 V6 t          | БАХ 2    | САУ 3    | АВС Схід | ЕМІ Схід4 | МАЯ 3 | ІСП 4  | МОН 2    | АЗЕ Схід | КАН 2    | ВЕЛ 1    | АВТ Схід3 | ФРА 5     | УГО 4    | БЕЛ 3    | НІД 8    | ІТА 4    | СІН 3   | ЯПО Схід | США Схід | МЕХ 5    | САП 32    | АБУ 4   |        |       | 5     | 246   |
| 2023     | Scuderia Ferrari                | Ferrari SF-23    | Ferrari 066/10 1.6 V6 t         | БАХ 4    | САУ 6    | АВС 12   | АЗЕ 5     | МАЯ 5 | МОН 8  | ІСП 5    | КАН 5    | АВТ 63   | ВЕЛ 10   | УГО 8     | БЕЛ Схід4 | НІД 5    | ІТА 3    | СІН 1    | ЯПО 6    | КАТ НС6 | США 36   | МЕХ 4    | САП 68   | ЛВГ 6     | АБУ 18† |        |       | 7     | 200   |
| 2024     | Scuderia Ferrari                | Ferrari SF-24    | Ferrari 066/12 1.6 V6 t         | БАХ 3    | САУ Т    | АВС 1    | ЯПО 3     | КИТ 5 | МАЯ 5  | ЕМІ 5    | МОН 3    | КАН Схід | ІСП 6    | АВТ 35    | ВЕЛ 5     | УГО 6    | БЕЛ 6    | НІД 5    | ІТА 4    | АЗЕ 18† | СІН 7    | США 2    | МЕХ 1    | САП Схід5 | ЛВГ 3   | КАТ 64 | АБУ 2 | 5     | 290   |
| 2025     | Atlassian Williams Racing       | Williams FW47    | Mercedes-AMG F1 M16 1.6 V6 t    | АВС Схід | КИТ 10   | ЯПО      | БАХ       | САУ   | МАЯ    | ЕМІ      | МОН      | ІСП      | КАН      | АВТ       | ВЕЛ       | БЕЛ      | УГО      | НІД      | ІТА      | АЗЕ     | СІН      | США      | МЕХ      | САП       | ЛВГ     | КАТ    | АБУ   | 14*   | 1*    |
| Джерело: |                                 |                  |                                 |          |          |          |           |       |        |          |          |          |          |           |           |          |          |          |          |         |          |          |          |           |         |        |       |       |       |

* Сезон триває

† Не фінішував, але класифікований, оскільки подолав більше 90 % дистанції.

‡ Зараховано половину очок через те, що перегони склали менше 75 % запланованої дистанції.